# Day job
Day job é uma expressão idiomática do inglês utilizada para referir-se a um emprego que se tem para "ganhar dinheiro", ao passo que, paralelamente, se tem um outro emprego que é preferido, dá mais prazer, mas que não remunera bem.
Em outras palavras, é o emprego que uma pessoa tem durante o dia para obter seu sustento e que é oposto a uma atividade mais glamourosa, como ser um dançarino, escritor, cantor, ator, cuja pessoa aspira e almeja que se torne sua principal atividade profissional e fonte de renda.
Como exemplo pode-se citar o trabalho de alguns atores e atrizes, que possuem um day job mas exercem paralelamente a atividade de atuação.